# Zahra Mohammadzadeh
Zahra Mohammadzadeh (* 9. Juli 1956 in Teheran) ist eine iranisch-deutsche Politikerin (Bündnis 90/Die Grünen). Sie war Abgeordnete der Bremischen Bürgerschaft.

## Leben

### Ausbildung und Beruf
Mohammadzadeh machte ihr Abitur und arbeitete anschließend von 1974 bis 1976 als Lehrerin im Iran. Ab 1976 studierte sie erst an der Universität Teheran, bevor sie 1977 nach Deutschland übersiedelte. Dort studierte sie an der Freien Universität Berlin und der Universität Bremen das Fach Humanbiologie. 1990 wurde sie  mit einer Arbeit zur Populationsgenetik promoviert.
Von 1985 bis 1986 war Mohammadzadeh beim Bremer Institut für Präventionsforschung und Sozialmedizin tätig, von 1989 bis 1992 arbeitete sie im Namibia-Projekt des Bremer Afrika-Archivs. Danach wurde sie Mitarbeiterin der Deutschen Krebsgesellschaft, wo sie bis 1993 mit einer Arbeit an einer Studie zur Gesundheits- und Versorgungslage der Flüchtlinge in Bremen beschäftigt war. Im Juni 1993 begann sie als wissenschaftliche Mitarbeiterin des Gesundheitsamtes Bremen zu arbeiten, außerdem hielt sie Vorlesungen an den Universitäten Bremen und Oldenburg. Während ihrer politischen Tätigkeit ruht ihre Stellung dort.
Mohammadzadeh ist ledig und hat ein Kind.

### Politik
Mohammadzadeh war von 2007 bis 2015 Mitglied der Bürgerschaft.

Dort war sie vertreten im
Ausschuss für Integration, Bundes- und Europaangelegenheiten, internationale Kontakte und Entwicklungszusammenarbeit,
nichtständigen Ausschuss „Ausweitung des Wahlrechts“,
Betriebsausschuss „Werkstatt Bremen“,
Jugendhilfeausschuss,
Landesjugendhilfeausschuss,
Rechtsausschuss,
Verfassungs- und Geschäftsordnungsausschuss und im
Vorstand der Bremischen Bürgerschaft sowie in der
staatlichen Deputation für Soziales, Kinder und Jugend und der
staatlichen Deputation für Inneres und Sport.